# Biblia praska
Biblia praska (cz. Pražská bible) – pierwszy wydrukowany czeski przekład Pisma Świętego wydany w roku 1488 w Pradze. Ukazała się 32 lata po łacińskiej Biblii Gutenberga z 1455 roku. Była piątym pierwodrukiem Pisma Świętego (po łacińskiej Biblii Gutenberga 1455, niemieckiej Biblii Mentelina 1466, włoskiej Biblii Malermi 1471 i katalońskiej Biblia Valenciana 1478) oraz trzecim przekładem Biblii w żywym języku narodowym (po niemieckiej i włoskiej). 

## Historia
Biblia praska jest pierwszym słowiańskim inkunabułem Biblii. Była też pierwszą książką wydaną w języku czeskim. Została wydana nakładem praskich mieszczan: kramarza Severýna, lekarza Jana z Čápů, Matěja z Bílého lva i Jana Pytlíka. Została opublikowana w roku 1488 w praskiej drukarni Jana Kampa. Należy do czwartej redakcji Biblii staroczeskiej, przygotowanej pod wydanie Pisma Świętego drukiem.
Tekst Biblii praskiej został rok później wydany drukiem w Kutnej Hoře przez Martina z Tišnova – Biblia kutnohorska (Kutnohorská bible). Posiadał on bardziej ozdobną szatę graficzną z 116 drzeworytami pochodzącymi z Biblia Germanica wydanej przez Antona Kobergera (Norymberga 1483). Z tekstu Biblii praskiej korzystała również Biblia wenecka (1506) i inne czeskie drukowane Biblie.
Do czasów współczesnych zachowało się blisko 90 kompletnych lub prawie kompletnych egzemplarzy Biblii praskiej.